# Inger Lassen
Inger Lassen, född 27 juli 1911, död 30 december 1957, var en dansk skådespelerska.

## Rollista i urval
- 1941 – Peter Andersen
- 1953 – Den gamle mølle på Mols
- 1953 – Kärlekskarusell
- 1953 – Ved kongelunden
- 1953 – Vi som går køkkenvejen
- 1955 – Bruden fra Dragstrup
- 1955 – Våldtaget land
- 1956 – Kärlek i det blå
- 1957 – Der var engang en gade
- 1957 – Tre piger fra Jylland